# Train Protection and Warning System

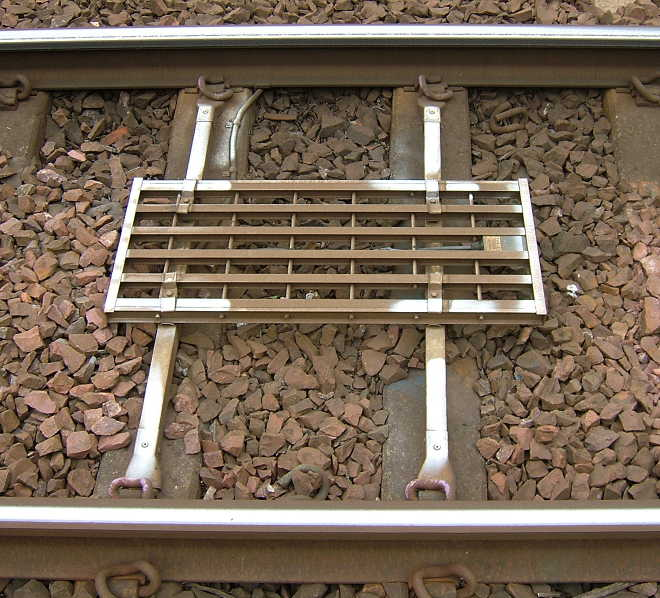
Eine TPWS-Sendeschleife, die zusammen mit einer zweiten das Overspeed Sensor System (OSS) bildet.

Das Train Protection and Warning System (Abkürzung: TPWS) ist ein Zugbeeinflussungssystem, welches auf Eisenbahnstrecken in Großbritannien und Nordirland sowie in Australien verwendet wird. Es ist entwickelt worden, um Sicherheitslücken im Automatic Warning System (AWS) zu schließen.

## Funktionen
TPWS kommt in zwei Formen vor, die einander ergänzen:
Overspeed Sensor System (OSS)Hierbei handelt es sich um einen Geschwindigkeitsprüfabschnitt etwa 200 bis 400 Meter vor einer Gefahrenstelle (Hauptsignal oder Langsamfahrstelle). Mittig im Gleis befinden sich in einem bestimmten Abstand (zwischen 4 und 36 Metern) zwei Antennen – der Arming Loop und der Trigger Loop. Beim Überfahren der ersten Antenne beginnt auf dem Triebfahrzeug eine Zeitkontrolle zu laufen. Falls der Zug die zweite Antenne zu früh – in weniger als etwa einer Sekunde – erreicht, ist er zu schnell, und es erfolgt eine Zwangsbremsung. Die erlaubte Geschwindigkeit lässt sich durch den Abstand der beiden Antennen einstellen.
Train Stop System (TSS)Am Ort von Hauptsignalen liegen die beiden Antennen unmittelbar hintereinander. Falls das Signal „Halt“ zeigt, wird der Zug unabhängig von seiner Geschwindigkeit zwangsgebremst.
Das System ist nicht fail-safe, da es bei Stromausfall versagt.
Bezüglich ETCS wird TPWS als Klasse-B-System (Class-B-System) geführt. In Großbritannien und Nordirland (nicht jedoch in Australien) kommt es stets zusammen mit AWS zum Einsatz. Die Technische Spezifikation für die Interoperabilität (siehe Literaturhinweis) führt AWS daher nicht gesondert auf, sondern betrachtet es als integralen Bestandteil von TPWS.